# Diestrammena coreanus
Diestrammena coreanus är en insektsart som först beskrevs av Yamasaki 1969.  Diestrammena coreanus ingår i släktet Diestrammena och familjen grottvårtbitare. Inga underarter finns listade i Catalogue of Life.